# Вратислав II (Бохемия)
Вратислав II (на чешки: Vratislav II.; * 1032/1035, † 14 януари 1092), е първият крал на Бохемия от 15 юни 1085 г.

## Биография
Син е на Бретислав I и Юдит от Швайнфурт (Бабенберг). Кралската титла е подарък от Свещената Римска империя и не е наследствена. Преди да бъде възкачен на престола, Вратислав II е херцог на Бохемия (1061 г.).
След смъртта на баща си през 1055 г., Вратислав II става владетел на Оломоуц. Заловен е заедно с брат си Спитигнев II, и са заточени в Унгария. Вратислав си възвръща Моравското херцогство с унгарска помощ. След смъртта на Вратислав, брат му го наследява като владетел на Бохемия.
- Kоронация на Вратислав II,
автор: Йозеф Матхаузер
- Шествие от коронацията на Вратислав II и Светослава-Сватава
- Чехите завладяват Рим,
 автор: Венцеслав Черни